# Veratalpa lugdunensiana
Veratalpa lugdunensiana és una espècie extinta de mamífer que visqué a Europa durant el Miocè, fa aproximadament 17 milions d'anys. Es tracta de l'única espècie del gènere Veratalpa. És coneguda a partir d'un sol astràgal, que el 1905 serví de base per a la seva descripció per Florentino Ameghino. El naturalista argentí la classificà entre els tàlpids (talps i afins), però el 1974, John Howard Hutchison argüí que l'astràgal no pertanyia a un tàlpid, ans corresponia probablement a un rosegador. L'astràgal fa aproximadament 4,5 mm de llargada i és més ample del que seria habitual en un tàlpid. Així mateix, el cap de l'astràgal forma un angle més gran respecte a l'eix del peu que en els tàlpids.
Florentino Ameghino descrigué V. lugdunensiana tot catalogant un conjunt d'astràgals del Miocè mitjà de Vieux Collonges (França), dita «Mont-Ceindre» per Ameghino i que data del límit entre el Miocè inferior i el Miocè mitjà, fa uns 17 milions d'anys. Escrigué sobre diverses espècies de tàlpids (talps i afins) provinents de Vieux Collonges, incloent-hi l'«espècie C», Veratalpa lugdunensiana, que atribuí a un nou gènere i espècie en una nota a peu de pàgina. En una revisió de l'article d'Ameghino publicada el 1906, Édouard Louis Trouessart estigué d'acord que Veratalpa probablement representava un nou gènere de talp, tot advertint que el nom específic lugdunensiana hauria d'haver estat lugdunensis. Segons Trouessart, el sufix -ana serveix per a noms que es donen en honor de persones, no per a noms que es refereixen a indrets, com era el cas, puix que el nom específic deriva de Lugdunum, nom llatí de Lió. Pel que fa al nom genèric Veratalpa, Ameghino no en feu explícita l'etimologia, però en llatí significa ‘talp vertader’.
En una revisió dels tàlpids europeus del Miocè publicada el 1974, John Howard Hutchison apuntà que l'astràgal de V. lugdunensiana no mostrava cap caràcter associat als tàlpids i que el més probable és que fos un rosegador. En la seva obra Classification of Mammals (1997), Malcolm C. McKenna i Susan K. Bell tractaren Veratalpa com un placentari de relacions incertes.
L'astràgal de V. lugdunensiana és l'astràgal més gros de Vieux Collonges que Ameghino atribuí a un tàlpid. Fa 4,5 mm de llargada, si fa no fa com en l'«espècie A», però és més ample. Aquesta major amplada és un dels caràcters que Hutchison interpreta com una prova que V. lugdunensiana no és un tàlpid. Igual que en els talps vivents, el cap és ample, pla i curt, però forma un angle notablement petit amb el cos. En els talps vertaders, el cap té una orientació més axial (és a dir, cap a l'eix central del peu). La superfície del cap que toca amb l'os navicular no és tan rodona com en els talps. El cos, baix i gairebé quadrat, fa uns 3 mm de diàmetre. A diferència d'allò que es veu en els tàlpids, la tròclea (una superfície del cos de l'os que encaixa amb la tíbia) és menuda i no té aspecte de politja. A la part baixa del cos hi ha una perforació de petites dimensions que, tanmateix, és més gran que en els altres suposats tàlpids d'Ameghino. Segons Trouessart, això indicaria que V. lugdunensiana tenia les parts internes dels dits del peu reduïdes.